# Campionato olandese di calcio
Il campionato olandese di calcio (Nederlands voetbalsysteem) si suddivide in una serie di categorie interconnesse tra loro in modo gerarchico. Si disputa sotto l'egida della Federazione calcistica dei Paesi Bassi, l'ente deputato a governare il calcio nei Paesi Bassi.

## Struttura
| Livello | Serie                                              | Serie                                              | Serie                                              | Serie                                              |
| ------- | -------------------------------------------------- | -------------------------------------------------- | -------------------------------------------------- | -------------------------------------------------- |
| Pro-1   | Eredivisie 18 squadre                              | Eredivisie 18 squadre                              | Eredivisie 18 squadre                              | Eredivisie 18 squadre                              |
| Pro-2   | Eerste Divisie 20 squadre                          | Eerste Divisie 20 squadre                          | Eerste Divisie 20 squadre                          | Eerste Divisie 20 squadre                          |
| Dil-1   | Tweede Divisie 18 squadre                          | Tweede Divisie 18 squadre                          | Tweede Divisie 18 squadre                          | Tweede Divisie 18 squadre                          |
| Dil-2   | Derde Divisie gruppo del sabato 18 squadre         | Derde Divisie gruppo del sabato 18 squadre         | Derde Divisie gruppo della domenica 18 squadre     | Derde Divisie gruppo della domenica 18 squadre     |
| Dil-3   | Hoofdklasse sabato A 16 squadre                    | Hoofdklasse sabato B 16 squadre                    | Hoofdklasse domenica A 16 squadre                  | Hoofdklasse domenica B 16 squadre                  |
| Dil-4   | Eerste Klasse (11 gironi regionali, 151 squadre)   | Eerste Klasse (11 gironi regionali, 151 squadre)   | Eerste Klasse (11 gironi regionali, 151 squadre)   | Eerste Klasse (11 gironi regionali, 151 squadre)   |
| Dil-5   | Tweede Klasse (23 gironi regionali, 269 squadre)   | Tweede Klasse (23 gironi regionali, 269 squadre)   | Tweede Klasse (23 gironi regionali, 269 squadre)   | Tweede Klasse (23 gironi regionali, 269 squadre)   |
| Dil-6   | Derde Klasse (43 gironi provinciali, 505 squadre)  | Derde Klasse (43 gironi provinciali, 505 squadre)  | Derde Klasse (43 gironi provinciali, 505 squadre)  | Derde Klasse (43 gironi provinciali, 505 squadre)  |
| Dil-7   | Vierde Klasse (55 gironi provinciali, 704 squadre) | Vierde Klasse (55 gironi provinciali, 704 squadre) | Vierde Klasse (55 gironi provinciali, 704 squadre) | Vierde Klasse (55 gironi provinciali, 704 squadre) |
| Dil-8   | Vijfde Klasse (41 gironi provinciali, 509 squadre) | Vijfde Klasse (41 gironi provinciali, 509 squadre) | Vijfde Klasse (41 gironi provinciali, 509 squadre) | Vijfde Klasse (41 gironi provinciali, 509 squadre) |

## Campionati regionali
| Regione  | Eerste Klasse | Tweede Klasse | Derde Klasse | Vierde Klasse | Vijfde Klasse | Totale Campionati Regionali |
| -------- | ------------- | ------------- | ------------ | ------------- | ------------- | --------------------------- |
| Ovest I  | 2             | 4             | 7            | 8             | 6             | 27                          |
| Ovest II | 2             | 2             | 4            | 6             | 4             | 18                          |
| Sud I    | 1             | 5             | 8            | 13            | 5             | 32                          |
| Sud II   | 1             | 2             | 4            | 9             | 5             | 21                          |
| Est      | 2             | 3             | 7            | 9             | 10            | 31                          |
| Nord     | 2             | 4             | 7            | 10            | 11            | 34                          |
| Totali   | 10            | 20            | 37           | 55            | 41            | 163                         |